# Haránttelér

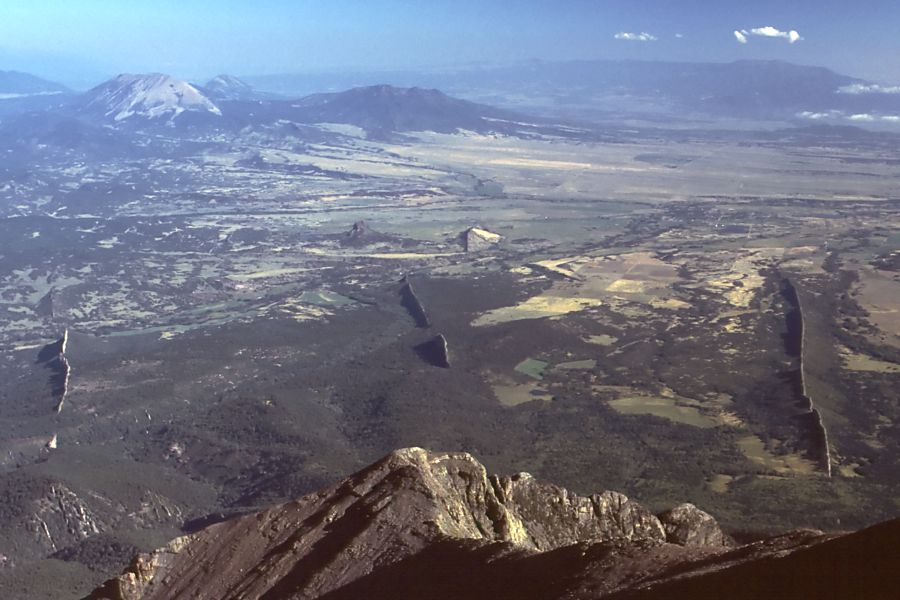
Haránttelérek maradványai Nyugat-Colorado területén. Jól kivehetők a törésvonalakban megszilárduló magmás kőzetek nyomai, amelyek fedőkőzetei lekoptak, így kerültek a felszínre.

A haránttelér a telérek egy morfológiai típusa. Abban tér el a teleptelértől, hogy nem a kőzetek réteglapjai mentén terül szét, hanem átvágja a rétegeket, vagyis harántolja a rétegsort. A rétegharántolás a feltörekvő magma nyomása miatt kialakuló repedésekben vagy tektonikus törések mentén történik. Ha a harántolás csak kürtőszerű (nincs síkbeli kiterjedése), akkor kürtőkitöltés a neve. A repedésben megszilárduló magma a telérkőzet. Ha a repedéseket üledékes kőzetek töltik ki, akkor üledékes telérekről, neptuni telérről vagy törmeléktelérről beszélünk. A lakkolitok és teleptelérek képződése is egy haránttelérrel vagy kürtővel kezdődik, amelyen keresztül a vízszintesen elterülő magma felvándorol. Ha a haránttelér a felszínig ér, akkor tűzhányó vagy hasadékvulkán jön létre.
Csak a magmás haránttelérek rendelkeznek telérre jellemző kőzetekkel, mivel az üledékes telérek esetén az üledék származási helyétől és a képződés körülményeitől függ a kőzet típusa. A magmás haránttelérek általában viszonylag kis vastagságúak, ezért gyorsan hűlnek ki. A benyomulás során visszaolvaszthatnak eredeti kőzetanyagot is. Ezen jellemzőkből adódóan jellegzetes kőzetszövet és ásványtársulás alakul ki, a magmás telérkőzetek neve aplit vagy lamprofir.